# Neri Cardozo
Neri Raúl Cardozo (Mendoza, 8 de agosto de 1986) é um futebolista argentino, que atua como meia. Seu time atual é o Defensa y Justicia da Argentina.

## Carreira

### Boca Juniors
Cardozo fez a sua estreia no Boca Juniors em 16 de fevereiro de 2004, em um jogo com o Gimnasia y Esgrima La Plata. 
Cardozo é um jogador que tem futuro. Com apenas 22 anos, já atuou na seleção. Pela seleção argentina sub-20, participou da Copa Sub-20 de 2003 e, foi eleito o melhor jogador da competição.
Pela seleção principal, Alfio Basile, treinador, utilizou-o em 18 de abril de 2007, em um amistoso com o Chile, no qual Cardozo atuou 70 minutos. Esse foi o seu primeiro jogo pela Seleção principal.
Apesar de ser uma grande revelação do futebol argentino, Neri era pouco aproveitado no Boca Juniors e constantemente ficava na reserva. Durante o ano de 2008, Cardozo quase nem jogou. Mal fisicamente e com baixo rendimento nos poucos minutos em que esteve em campo, ele acabou renegado no grupo. O meia deveria se apresentar dia 12 de janeiro para a pré-temporada com a equipe de La Bombonera.

### Jaguares Chiapas
Faltavam seis meses pra ganhar o passe e ficar livre, mas a vontade de sair foi grande e em 3 de janeiro de 2009, Neri Cardozo acertou com o Jaguares de Chiapas da 1ª Divisão do México, firmando um contrato com o clube sem o conhecimento dos dirigentes do Boca Juniors. Por isso, o clube xeneize acusou os mexicanos de roubo de jogadores e agora pediu uma indenização de US$ 2 milhões à FIFA. 

### Racing Club
Em 5 de janeiro de 2018, se acerta com o Racing Club de Avellaneda por 2 anos e meio, com a opção de mais um ano, chega como jogador livre.

## Títulos
| Season        | Club           | Title                      |
| ------------- | -------------- | -------------------------- |
| 2004          | Boca Juniors   | Copa Sul-Americana         |
| 2005          | Seleção Sub-20 | Copa do Mundo FIFA Sub-20  |
| Apertura 2005 | Boca Juniors   | Primera Division Argentina |
| 2005          | Boca Juniors   | Copa Sul-Americana         |
| 2005          | Boca Juniors   | Recopa Sul-Americana       |
| 2006          | Boca Juniors   | Recopa Sul-Americana       |
| Clausura 2006 | Boca Juniors   | Primera Division Argentina |
| 2007          | Boca Juniors   | Copa Libertadores          |
| 2018–19       | Racing         | Campeonato Argentino       |